# Stiftung Jeder Mensch
Die Stiftung Jeder Mensch e. V. ist ein gemeinnütziger Verein, der sich seit 2020 für die Erweiterung und Einklagbarkeit der EU-Grundrechtecharta einsetzt und hierfür einen Verfassungskonvent auf europäischer Ebene anstrebt.

## Hintergrund und Ziele
Die Stiftung Jeder Mensch e. V. geht auf eine Initiative des deutschen Schriftstellers und Juristen Ferdinand von Schirach zurück. In seinem gleichnamigen, im April 2021 im Luchterhand Literaturverlag erschienenen Buch setzt von Schirach sich zusammen mit Juristen dafür ein, die Charta der Grundrechte der Europäischen Union um sechs neue Rechte zu erweitern. Diese sollen die drängenden Fragen unserer Zeit wie Umweltzerstörung und Klimawandel, Digitalisierung, systematische Desinformation und neue Autokratien, die Schattenseiten der Globalisierung und Bedrohungen für den Rechtsstaat in den Blick nehmen. Mit Artikel 6 schlägt von Schirach das Recht für jeden Menschen vor, bei systematischen Verstößen gegen die EU-Grundrechtecharta Klage vor den europäischen Gerichten einzureichen.
Die sechs vorgeschlagenen neuen Grundrechte lauten im Einzelnen:
- Artikel 1 (Umwelt): Jeder Mensch hat das Recht, in einer gesunden und geschützten Umwelt zu leben.
- Artikel 2 (Digitale Selbstbestimmung): Jeder Mensch hat das Recht auf digitale Selbstbestimmung. Die Ausforschung oder Manipulation von Menschen ist verboten.
- Artikel 3 (Künstliche Intelligenz): Jeder Mensch hat das Recht, dass ihn belastende Algorithmen transparent, überprüfbar und fair sind. Wesentliche Entscheidungen muss ein Mensch treffen.
- Artikel 4 (Wahrheit): Jeder Mensch hat das Recht, dass Äußerungen von Amtsträgern der Wahrheit entsprechen.
- Artikel 5 (Globalisierung): Jeder Mensch hat das Recht, dass ihm nur solche Waren und Dienstleistungen angeboten werden, die unter Wahrung der universellen Menschenrechte hergestellt und erbracht werden.
- Artikel 6 (Grundrechtsklage): Jeder Mensch kann wegen systematischer Verletzungen dieser Charta Grundrechtsklage vor den Europäischen Gerichten erheben.

Seit April 2021 können alle Menschen auf der europaweiten Plattform WeMove für einen Verfassungskonvent zur Erweiterung der EU-Grundrechtecharta um die sechs neuen Grundrechte stimmen.

## Gründung und Mitglieder
Die Stiftung Jeder Mensch e. V. wurde im Oktober 2020 gegründet, um sich für die Realisierung der in von Schirachs „Jeder Mensch“ skizzierten Grundrechte und einen europäischen Verfassungskonvent einzusetzen. Die Stiftung engagiert sich auf nationaler und europäischer Ebene dafür, die Idee der Grundrechtserweiterung auf der politischen Agenda zu verankern und zivilgesellschaftliche Akteure und Akteurinnen dafür zu begeistern. So soll mit breiter Zustimmung der europäischen Bevölkerung eine Mehrheitsentscheidung im Europäischen Rat den Weg zu einem EU-Grundrechtekonvent ebnen, der die bestehende Charta überarbeitet und ergänzt.  
Dem Verein gehören Persönlichkeiten aus Kultur, Rechtswesen, Wirtschaft und Wissenschaft an, darunter etwa die Nachhaltigkeits-Forscherin Maja Göpel, die Präsidentin der Karl Kahane-Stiftung Patricia Kahane, der Europa-, Wirtschafts- und Verfassungsrechtler Ulrich Karpenstein sowie Remo Klinger, Rechtsanwalt für Umwelt- und Verwaltungsrecht. Vorstände sind der Jurist, Autor und Bürgerrechtler Bijan Moini und die Familienunternehmer Jürgen Heraeus und Alexa und Johannes v. Salmuth. Die Stiftung finanziert sich aus Spenden sowie den Einnahmen aus dem Buchverkauf von „Jeder Mensch“.
Neben Deutschland sind in Österreich der Menschenrechtsexperte und ehemalige UN-Sonderberichterstatter Manfred Nowak, in Polen Verfassungsrechtler Adam Bodnar und in Bulgarien die frühere politische Beraterin Louise Slavkova als Botschafter aktiv.

## Rezeption
Leitmedien wie ARD, Deutschlandfunk, ORF, PROFIL, die Zeit und ZDF griffen die Vorschläge zur Grundrechtserweiterung auf. Sie hätten, wie etwa Volker Weidermann schreibt, „revolutionäres Potenzial“ und seien, so Nikolaus Blome, „eine kommastellengenaue Abrechnung mit den Unzulänglichkeiten einer staatlichen Verfassung, die zwar nicht gleich morgen schon auseinanderfällt, aber den Ansprüchen vieler nicht mehr genügt.“ Mathias Döpfner attestierte den skizzierten neuen Grundrechten im Interview mit Ferdinand von Schirach eine „emotionale Wucht, die dazu führen kann, dass sich vielleicht viele Millionen Menschen mit diesem Projekt verbinden und es dann Wirkung entfaltet“. Die Vizepräsidentin des Europäischen Parlaments Katarina Barley und die Grünen-Bundestagsabgeordnete Franziska Brantner haben sich öffentlich zu den Grundgedanken der Initiative bekannt.
Kritiker und Kritikerinnen der Initiative bemängeln, dass die neuen Grundrechte zu allgemein formuliert seien, um wirkliche Relevanz zu entfalten. „Jeder Mensch braucht kein Mensch“, urteilte zum Beispiel Thomas Fischer, ihm zufolge handele es sich bei der Initiative um eine „Schulstreik-Proklamation“, die allenfalls für einen „entschlossenen Aufschwung der Bürokratie“ sorgen könne. Maximilian Steinbeis, Chefredakteur des Verfassungsblogs, vermisst in den Forderungen der Initiative vor allem die Perspektive der Opfer von Menschenrechtsverletzungen und konkrete Handlungsanleitungen: Rechte „entstehen nicht dadurch, dass ein Haufen Europäer_innen mit einem QR-Code einen hübsch geschriebenen Text likt, sondern dadurch, dass sie jemand gegen jemand erkämpft.“